# 古城乡 (颍上县)
古城乡位于中華人民共和國安徽省颍上县县城北部15.5公里处，东临谢桥镇，西靠江口镇，南与黄桥镇交接，北与陈桥镇为邻。全乡总面积57.2平方公里，耕地48750亩，19个行政村，113个自然村，8976户，38426口人，全汉族。古城乡气候温和，自然资源丰富。